# 生駒直勝
生駒 直勝（いこま なおかつ）は、安土桃山時代から江戸時代初期にかけての武将。

## 生涯
当初は織田信長に仕え、本能寺の変以後は豊臣秀吉に馬廻として仕える。のちに豊臣秀次に仕え、伊勢国の蔵入地の代官となる。文禄3年（1594年）2月、内膳正に叙任され、豊臣姓を下賜された。慶長元年（1596年）、織田信雄の子の秀雄に仕えた際は信雄の娘を室に迎え、越前国大野郡1509石を宛がわれる。
慶長8年（1603年）、前田利長に招かれ、5000石で加賀藩に人持組として仕える。慶長18年に密厳宗顕を開山として金沢の高巌寺を開基した。慶長19年に前田利家室の芳春院に侍して江戸に赴き、同地で没する。
子孫は加賀藩の人持組（3000石）生駒勘右衛門家として続いている。